# Piotr Nurowski
Piotr Jan Nurowski né le 20 juin 1945 à Sandomierz et mort le 10 avril 2010 dans l'Accident de l'avion présidentiel polonais à Smolensk, était un sportif et Président du Comité national olympique polonais. Il fut étudiant à l'université de Varsovie.

## Fonctions
- 1973-1980 : Président de la Fédération polonaise d'athlétisme
- Vice-président de l'Association de la jeunesse sportive
- Membre de la Fondation pour le développement de l'athlétisme polonais
- Depuis 2005 : Président du Comité national olympique polonais

## Accident d'avion
Le 10 avril 2010 à 10 h 41 heure locale (6 h 41 UTC), le Tupolev 154 transportant le président polonais Lech Kaczyński s'écrase lors d'une tentative d'atterrissage sur l'aéroport de Smolensk-nord, ne laissant aucun survivant parmi les 96 personnes à bord. Outre le chef de l'État, son épouse Maria Kaczyńska, le chef d'état-major des armées Franciszek Gągor ainsi que les dirigeants des différents corps de l'armée polonaise, le gouverneur de la Banque nationale de Pologne, le vice-ministre des Affaires étrangères, des membres des deux chambres parlementaires (dont les vice-présidents des deux chambres), des membres du cabinet présidentiel, des membres du clergé polonais et des représentants des familles des martyrs de Katyń périssent dans cette catastrophe. Piotr Nurowski est mort dans cette tragédie.